# I Feel Love
I Feel Love песма коју је снимила америчка певачица Дона Самер за њен пети студијски албум I Remember Yesterday из 1977. Аутори песме су Дона Самер, Ђорђо Мородер и Пит Белот, а последња два су такође постала продуценти. Концепт албума био је да свака нумера музички приказује различите деценије; за I Feel Love, тим је настојао да створи футуристичко расположење користећи Муг синтисајзер.
I Feel Love је објављен 1. маја 1977. године, непосредно пре изласка албума, као би-сајд за сингл Can’t We Just Sit Down (And Talk It Over). Два месеца касније, стране су замењене и сингл је поново издат. I Feel Love је био хит број један у Аустралији, Аустрији, Белгији, Великој Британији, Италији и Холандији, ушао је у прву тројку у Немачкој, у САД се песма попела на шесто место на Billboard Hot 100 и на врху плесне листе.
Композиција је заправо постала симбол диско епохе. Песма је започела нову прекретницу у музици: у плесну музику је од тада почела активно да се уводи електроника. 2011. године Конгресна библиотека Сједињених Држава уврстила је I Feel Love у Национални регистар аудио записа као „од културног, историјског или естетског значаја”. Financial Times га је назвао "једним од најутицајнијих снимака икада снимљених".